# Acalolepta lineata
Acalolepta lineata es una especie de escarabajo longicornio del género Acalolepta, tribu Monochamini, subfamilia Lamiinae. Fue descrita científicamente por Breuning en 1939.
Se distribuye por Indonesia y Malasia. El período de vuelo de esta especie ocurre en el mes de agosto.